# Pinedas
Pinedas – gmina w Hiszpanii, w prowincji Salamanka, w Kastylii i León, o powierzchni 17 km². W 2011 roku gmina liczyła 128 mieszkańców.